# Cressa cristata
Cressa cristata is een vlokreeftensoort uit de familie van de Cressidae. De wetenschappelijke naam van de soort is voor het eerst geldig gepubliceerd in 1969 door Myers.